# Vrijgezel met 40 kinderen
Vrijgezel met 40 kinderen is een Belgische film uit 1958 onder regie van Jef Bruyninckx. De hoofdrollen waren voor Charles Janssens en Co Flower. Het was Bruyninckx laatste speelfilm.

## Verhaal
De film vertelt het verhaal van vrijgezel Isidoor, erfgenaam van een verre en schatrijke nicht. Indien hij echter aanspraak wenst te maken op de erfenis moet hij het voortbestaan waarborgen van een tehuis voor 40 weeskinderen. Zijn opvattingen over opvoeding botsen echter al weleens met die van directrice Juliette Akkermans.

## Cast
| Acteur             | Personage         |
| ------------------ | ----------------- |
| Charles Janssens   | Isidoor Van Dam   |
| Co Flower          | uliette Akkermans |
| Bob Davidse        | Nonkel Bob        |
| Romain Deconinck   | Jaak Vandervoort  |
| Willy Vandermeulen | Bert Akkerman     |
| Alma Blanca        | Suzanne           |
| Mary Brouillard    | Madam Krans       |
| Irma De Veirman    | Marie             |
| Sabrina Hey        | Monique           |
| Flory Jamin        |                   |
| Jean Notte         | Jaak junior       |
| Rita Poelvoorde    | Jacqueline        |
| Gaston Vermeulen   | Notaris Desmet    |
| Mady Winters       |                   |